# Nyheds-Index
Nyheds-Index er et website der samler links til danske såvel som udenlandske nyhedskilder. Der er bl.a. links til alle de danske dagblade, de store tv-kanalers hjemmesider, radiokanaler, magasiner og lokale nyhedskilder. Derudover er der links til kategorier som film, musik, kultur, mad og vin, spil, sport og uddannelse. 
De mest populære kategorier på Nyheds-Index er aviser, radio og tv, sport og astrologi.[kilde mangler]
Nyheds-Index blev af Ekstra Bladet i maj 2006 kåret som ”Danmarks bedste hjemmeside” (Webside ikke længere tilgængelig) i kategorien Nyheder. 